# Хань Симэн (поэтесса)
Хань Симэ́н (кит. трад. 韓希孟, упр. 韩希孟, пиньинь Hán Xīmèng) (1241 (?) —1259) — полулегендарная героиня китайской истории. Единственное стихотворение, которое она, как считается, написала перед смертью, ассоциируется с падением Южной Сун под ударами монгольских войск. Биография Хань Симэн и её беллетризации были среди образцовых сюжетов, используемых в воспитании дочерей.

## Биография
Считается, что Хань Симэн принадлежала к роду Хань Ци, первого министра Северной Сун, и отличалась поэтическим дарованием. В 1259 году, во время очередного похода монголов на земли Южной Сун, ей было 18 лет, и она была вдовой южносунского учёного. Монголы захватили её в плен в Балине (ныне Юэян), и гнали из родных мест на север в числе других пленников. Однако Хань Симэн обманула бдительность охраны и утопилась, бросившись в реку Янцзы. Когда через три дня её тело всплыло, в потайном кармане в поясе её юбки было найдено стихотворение о том, что семейная честь дороже жизни, начинающееся со строк «Моё тело — жертвенный сосуд в храме предков».

## Наследие
Стихотворение и краткая биография Хань Симэн приводятся в Сун-ши (460.13492) и в «Антологии поэзии эпохи Юань». Образ Хань Симэн неоднократно использовался в литературе как национально-патриотический символ. Для патриархального Китая это был выдающийся образ, обнаруживающий в юной женщине не только приверженность семейному долгу и творческое дарование, но и определённую политическую сознательность.